# Seydiler, İscehisar
Seydiler là một thị trấn thuộc huyện İscehisar, tỉnh Afyonkarahisar, Thổ Nhĩ Kỳ. Dân số thời điểm năm 2011 là 2.052 người.